# Surava
Surava est une localité et une ancienne commune suisse du canton des Grisons, située dans la région d'Albula.

## Histoire

Vue aérienne (1954).

Le 1er janvier 2015, elle a fusionné avec ses voisines d'Alvaneu, Alvaschein, Brienz/Brinzauls, Mon, Stierva et Tiefencastel au sein de la nouvelle commune d'Albula/Alvra.